# Terebra amanda
Terebra amanda é uma espécie de gastrópode do gênero Terebra, pertencente a família Terebridae.

## Descrição
O comprimento da concha varia entre 25 mm e 95 mm.

## Distribuição
Esta espécie marinha ocorre no Mar Vermelho, no Indo-Pacífico e Nova Guiné, Filipinas e Ilhas Salomão.